# لا ریویئرا (کالیفرنیا)
لا ریویئرا (به انگلیسی: La Riviera) یک منطقهٔ مسکونی در ایالات متحده آمریکا است که در شهرستان ساکرامنتو، کالیفرنیا واقع شده‌است. لا ریویئرا ۵٫۴۱۷ کیلومتر مربع مساحت و ۱۰٬۸۰۲ نفر جمعیت دارد و ۱۶ متر بالاتر از سطح دریا واقع شده‌است.